# 1339

## Починали
- 29 октомври – Александър II, велик княз на Владимирско-Суздалското княжество